# Роткирх, Карл Фридрих
Барон (с 1830 года) Карл Фридрих Роткирх (Карл Фридрихович Роткирх, Карл Иванович Роткирх; швед. Karl Fredrik Rotkirch; 20 октября 1775, Борго, Королевство Швеция — 11 мая 1832, Вааса, Вазаская губерния, Великое княжество Финляндское, Российская империя) — шведский и российский государственный деятель, вся карьера которого была связана с Финляндией. Кавалер ордена Святой Анны I степени (1819), действительный камергер. 

## Биография
Родился в 1775 году в Борго (Порвоо), выходец из шведской ветви немецкой дворянской семьи Роткирх, сын майора Венцеля Фридриха Роткирха.
Учился в Уппсальском университете, с 1793 года служил в канцелярии шведского короля. В 1802 году сопровождал короля Густава IV Адольфа во время его августейшего визита в Финляндию. В следующем, 1803 году, вышел в отставку в должности кабинет-секретаря и поселился в Финляндии в своём поместье неподалёку от русской границы.
Когда в 1808 году русские войска перешли в Финляндии шведскую границу — реку Кумень, уже через несколько дней в русский штаб первыми явились двое местных дворян: Карл Фридрих Роткирх и Роберт Вильгельм де Геер. Они были радушно приняты русским главнокомандующим генералом Буксгевденом и в дальнейшем всегда находились на хорошем счету у правительства России.
Карл Фридрих Роткирх принял участие в работе Боргосского сейма.  За свои услуги на сейме был награждён орденом Святой Анны I степени. После этого он стал членом Сената Великого Княжества Финляндского и главой одной из сенатских комиссий. В 1812 году он вышел в отставку, но уже в 1817 году возглавил гофгерихт (апелляционный суд) в Ваасе. В 1830 году был возведён в баронское Великого княжества Финляндского достоинство.
Супругой Роткирха с 1803 года была Августа Фредерика Элизабет Аминофф, происходившая из старинного шведского дворянского рода Аминофф (Аминовы) первоначально русского происхождения (так называемые шведские бояре, покинувшие Новгород Великий вместе с отступавшими войсками Делагарди).
Дочь — художница Матильда Роткирх (1813—1842).